# ははじま丸 (初代)
ははじま丸（ははじままる）は、伊豆諸島開発が運航していた貨客船。本項目では、1979年就航の初代を取り扱う。

## 概要
小笠原海運のおがさわら丸 (初代)の就航に合わせて、父島 - 母島航路に就航していた貨客船「弥栄丸」「第二弥栄丸」の代船として下田船渠で建造され、1979年に就航した。共有建造制度を利用して建造された船舶整備公団と伊豆諸島開発の共有船である。従来、父島 - 母島航路に就航していた「弥栄丸」「第二弥栄丸」は貨物船改造であったため、本船が航路初の新造船となった。
ははじま丸 (2代)の就航後は、第二ははじま丸となり、予備船として運用された。本船の運用実績により予備船の必要性が認識され、本船の引退後は伊豆諸島航路の共通予備船としてゆり丸が建造されている。

## 設計
300総トン型の鋼製貨客船で、JGおよびNK規則に準拠した設計である。本船の航海区域は沿海であるが、荒天時の運航を想定して、強度上は近海相当として設計・建造されており、定期検査の際は、臨時の近海資格で本土まで約1,000kmを回航して入渠していた。
船体は4層構造で、上部から航海船橋甲板、船橋楼甲板、上甲板となっており、航海船橋甲板には操舵室、船橋楼甲板には旅客区画、上甲板には旅客区画および乗組員区画（食堂など）、上甲板下には前方から貨物倉、乗組員区画（居室）、機関室が設けられている。船体前部に設けられた船倉は、船倉内に3トンコンテナ8個、ハッチカバー上に2トン保冷コンテナ1個および3トントラック2台を搭載可能である。また、貨物の揚卸のため、能力5トンのデリック1基を装備している。

## 船内
短時間の航路であるため、旅客向けの設備は洗面所および便所のみで、供食設備などは設けられていない。

### 船室
船室は一等室および二等室で、上甲板に二等室の大部屋、船橋楼甲板の前方に2室の一等室、後方に二等室の小部屋が設けられていた。
| クラス | 部屋数            | 定員 | 設備   |
| ------ | ----------------- | ---- | ------ |
| 一等室 | 2名×2室           | 4名  |        |
| 二等室 | 70名×1室 18名×1室 | 88名 | 椅子席 |